# Chironomus vockerothi
Chironomus vockerothi är en tvåvingeart som beskrevs av Pamela C. Rasmussen 1984. Chironomus vockerothi ingår i släktet Chironomus och familjen fjädermyggor.
Artens utbredningsområde är Alberta. Inga underarter finns listade i Catalogue of Life.